# Natig Aliyev (sculpteur)
Pour les articles homonymes, voir Aliyev et Natik Aliyev.
Natig Aliyev (en azéri : Natiq Kamal oğlu Əliyev ; né le 10 août 1958 à Bakou) est un sculpteur azerbaïdjanais, professeur, membre honoraire de l'Académie russe des arts (2008), Peintre du peuple de la République d'Azerbaïdjan (2005).

## Formation
En 1974-1978, Natig Aliyev étudie à l'Collège d'art d'État d'Azerbaïdjan Azim Azimzade et obtient un diplôme avec mention. En 1978-1983 il poursuit ses études à École supérieure d'art de Saint-Pétersbourg nommée d'après V. Mukhina (diplôme avec mention), boursier Lénine  de 1980 à 1983.

## Activité
Natig Aliyev est l’auteur de plusieurs monuments et plaques commémoratives.
Actuellement, il occupe le poste de professeur à l'Académie des arts d'Azerbaïdjan, chef de l'atelier du département de sculpture et président du Conseil pour les arts et la méthodologie de l'académie.
Natig Aliyev est nommé recteur de l'Académie des arts d'Azerbaïdjan par décret du 15 février 2023 du président Ilham Aliyev.

## Prix et distinctions
Lauréat du Prix de la jeunesse de la République (1989)
Prix Soltan Muhammad de l'Union des artistes d'Azerbaïdjan (2000)
Titre honorifique "Artiste du peuple de la République d'Azerbaïdjan" (28 décembre 2005)
Prix Zirva (Sommet),créé par le Ministère de la Culture et du Tourisme(2008)
Ordre des Chevaliers d'Autriche I degré (2015)
Ordre Chohrat (de la Gloire) 9 août 2018 .